# Christa Kirchbichler
Christa Kirchbichler (ur. w 1947) – austriacka lekkoatletka, biegaczka długodystansowa. 
23 września 1973 w Trostberg ustanowiła wynikiem 10:30,6 rekord Austrii w biegu na 3000 metrów, który przetrwał do 1975 roku.